# Ambjörnarp
Ambjörnarp is een plaats in de gemeente Tranemo in het landschap Västergötland en de provincie Västra Götalands län in Zweden. De plaats heeft 284 inwoners (2005) en een oppervlakte van 86 hectare.